# Schizaea bifida
Schizaea bifida är en ormbunkeart som beskrevs av Carl Ludwig Willdenow. Schizaea bifida ingår i släktet Schizaea och familjen Schizaeaceae. Inga underarter finns listade.